# Echoes (album)
Echoes is het twaalfde muziekalbum van de gitaarband California Guitar Trio. Het album ontleende haar titel aan de gelijknamige compositie van Pink Floyd. Het album is in vijf dagen opgenomen in Louisville (Kentucky); aanvullende opnamen vonden elders plaats. Het album bevat bewerkingen van klassieke muziek en van klassiekers uit de popmuziek. Op het album speelt een hele ris gastmusici mee.

## Musici

### CGT
- Hodeyo Moriya, Paul Richard, Bert Lams – gitaar

### Gastmusici
- Bonnie Billy - zang op (8) en (9)
- Pat Mastelotto - oliedrum op (9);
- Tony Levin - basgitaar op (5) en (9);
- Kevin Ratterman - percussie op (9)
- Pamela Kurstin - theremin op (4) en (5)
- Davide Rossi - elektrische viool op (4);
- Jamie Masefield - mandoline op (8);
- Torn Grieshaber - basgitaar op (4) en (5)
- Tyler Trotter - melodica, toetsen, bel etc.

## Composities
1. The cruel sea (Mike Maxfield)
2. Music for a found harmonium (Simon Jeffes)
3. Unmel (Ludwig van Beethoven)
4. Echoes (Roger Waters, David Gilmour, Richard Wright, Nick Mason)
5. Tubular Bells (Mike Oldfield)
6. Pastorale (Beethoven)
7. Bohemian Rhapsody (Freddie Mercury)
8. And I know (Terry Stevens, Düde Dürst, Walty Anselmo, Mojo Weideli)
9. Freebird (Allen Collins, Ronnie van Zant)